# Луковые новости
«Лу́ковые но́вости» (англ. The Onion Movie) — сатирическая пародия на новости, высмеивающая недостатки Америки. Сценарий был написан редакторами газеты The Onion Робертом Сигелом и Тоддом Хенсаном.

## Сюжет
Диктор рассказывает о новостях, а зрители слушают его.
Параллельно с сюжетами из новостей разворачивается основная сюжетная линия, завязанная на арабских террористах, считающих, что всё, что показывает американское телевидение, аморально и неэтично, при этом тайно восхищающихся боевиками и полуголыми красотками. По ходу действия герои репортажей и основного действия переплетаются и в результате герои аморальных боевиков и полуголые красотки помогают спасти Америку от террористов. Кроме того присутствуют некие вставки, в которых фильм комментируют кинокритики, а также даётся слово «массам».

## В ролях
| Актёр            | Роль                           |
| ---------------- | ------------------------------ |
| Лен Кариу        | Норм Арчер ведущий новостей    |
| Ларисса Ласкин   | Дана Доббс корреспондент       |
| Скотт Клэйс      | Кип Кендалл корреспондент      |
| Стивен Сигал     | Яйцебой                        |
| Сара Макэллиготт | Мелисса Черри певица           |
| Дон Макманус     | Деннис Маккормик               |
| Кейт Фаглей      | Долорес Маккормик              |
| Брендан Флетчер  | Тим виггер                     |
| Ахмед Ахмед      | Ахмед                          |
| Ник Чинланд      | Брюс Брэнд актёр-наркоман      |
| Джим Раш         | менеджер Брюса                 |
| Кёрк Уорд        | Брендон Леру безногий хоккеист |
| Евгений Лазарев  | Словесевич                     |
| Кевин Федерлайн  | танцор в клипе «Lolipop»       |
| Роберт Хоффман   | танцор в клипе «Lolipop»       |
| Мередит Бакстер  | шеф-повар кулинарного шоу      |

## Новости
«Луковые новости» высмеивают недостатки Америки. Вот некоторые из них:
- Признано, что человек страдает ожирением, если жира у него 55 %. Американский президент повысил это число до 95 %. В итоге число людей, страдающих ожирением, снизилось с 200 миллионов до 185 миллионов.
- Выходит новый боевик со Стивеном Сигалом «Яйцебой». Сюжет заключается в том, что Сигал сражается с плохими парнями указанным в названии способом.
- Появилась новая организация «Люди пениса». Они занимаются тем, что освобождают детородный орган из разных щелей.
- Безрукий и безногий человек блестяще играет в хоккей и получает грамоты.
- Согласно представлениям американцев, все итальянцы — мафиози, а все арабы — террористы.
- Парень, выступающий с речью о мире во всём мире, мирит президентов двух стран — Слоравии (с флагом Зимбабве) и Азменистан (с флагом Узбекистана). (Президенты в конце концов всё равно ссорятся). Они разговаривают на украинском и русском языках.
- Рецепт нового блюда: обвалять кота в яичном соусе и положить вариться вместе с панировочными сухарями (этот эпизод показан в самом конце фильма, когда основное действие уже закончилось, появляются авторы и говорят, что некоторые вещи из фильма они всё таки вырезали, потому, что у всего должны быть границы. Вторым подобным эпизодом является эпизод с монашкой, пьющей на улице нечто белое из банки, на которой написано «Сперма обезьяны»).
- Об играх обычных людей американского общества: в убийство и в изнасилование.
- Из-за нехватки мест в тюрьмах заключённых будут брать к себе домой полицейские по предварительной жеребьёвке. (На самом деле не только полицейские а вообще любые семьи. Что, кстати, в фильме породило больше смешных вещей, чем страшных).
- Вооружённый афроамериканец вламывается в банк с требованием дать ему хорошую высокооплачиваемую работу. Он прекрасно работает, повышая уровень своей квалификации. Когда в банк вваливается грабитель, афроамериканец с презрением убивает его.
- О том, что одного афроамериканца арестовывают по подозрению в краже и «вешают» на него дело. (На самом деле высмеивается такое явление как «Wigger» — белые люди, стремящиеся быть похожими на африканцев из гетто, и ведущие себя как они. В данном сюжете описывается ситуация, когда белого парня, имитирующего чернокожих гангстеров из гетто, хватает полиция и обвиняет в преступлениях, совершённых только что афроамериканцами, на что парень справедливо заявляет, что он белый, но даже свидетели преступления опознают в нём одного из только что совершивших преступление чернокожих гангстеров).